# Gracilopsis
Gracilopsis là một chi bướm đêm thuộc họ Erebidae.